# Josephine Caroline Lang

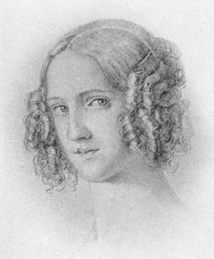
Josephine Caroline Lang

Josephine Caroline Lang, ab 1842 verheiratete Köstlin (* 14. März 1815 in München; † 2. Dezember 1880 in Tübingen) war eine deutsche Liedkomponistin, Pianistin und Sängerin der Romantik.

## Leben
Die Tochter des Münchener Violinisten und Mitglieds des Münchener Hoforchesters Theobald Lang (1783–1839) und der Kammersängerin Regina Hitzelberger (1788–1827) galt als Wunderkind. Mit elf Jahren trat sie als Klaviersolistin mit Variationen von Henri Herz in einem Konzert der Münchener Gesellschaft Das Museum auf. Bevor sie im Alter von fünf Jahren mit dem Komponieren begann, hatte sie bereits Klavierunterricht erhalten. Sie machte auf dem Klavier enorme Fortschritte und gab bereits mit zwölf Jahren erste Klavierstunden. Nach dem Tod ihrer Mutter trug sie mit ihrem Klavier- und Gesangsunterricht zum Familienunterhalt bei. Seit ihrer Geburt litt sie an schwacher Gesundheit, weshalb sie zunächst Privatunterricht erhielt. Später besuchte sie schließlich ein Institut, wo sie vor allem großes Interesse für neuere Sprachen und Literatur entwickelte, was sich später auf ihre Liedkompositionen auswirkte.
Oftmals besuchte sie ihren Paten, den Münchener Hofmaler Joseph Karl Stieler, von dem ihr Vorname „Josephine“ stammt. Sein Haus wurde für sie, vor allem nach dem Tode ihrer Mutter im Jahre 1827, zur zweiten Heimat. Hier verkehrten zu damaliger Zeit viele bedeutende Musiker wie beispielsweise Felix Mendelssohn Bartholdy, der später Pate ihres ersten Sohnes Felix (1842–1868) wurde, oder der Musikpädagoge Ferdinand Hiller. Besonders Mendelssohn war von ihren Liedern beeindruckt und schrieb im Oktober 1831:

„Die hat nun die Gabe, Lieder zu komponieren, und zu singen, wie ich nie etwas gehört habe, es ist die vollkommenste musikalische Freude“

Von Mendelssohn erhielt sie auch Unterricht in Kontrapunkt und Generalbass. Auf seinen Vorschlag hin sollte sie nach Berlin wechseln, um sich bei Adolf Bernhard Marx, Carl Friedrich Zelter und Fanny Hensel ausbilden zu lassen, aber ihr Vater lehnte dieses Angebot ab.
Die 1830er Jahre sollten Josephines produktivste Zeit werden. Im Jahre 1831 erschien, durch Felix Mendelssohn gefördert, in München ihre erste Liedersammlung. Weitere regelmäßige Einsätze als Hofkapellsängerin in München sowie bei Haus- und Salonkonzerten folgten in den weiteren Jahren. Im Jahre 1838 unternahm sie eine Reise nach Salzburg zur Witwe von Wolfgang Amadeus Mozart, der verwitweten Staatsrätin Constanze von Nissen, mit der sie einen regen Erfahrungsaustausch führte. Bereits ab 1835 traf sie sich bei den jährlich in den Sommermonaten in Augsburg stattfindenden Konzerten mit dem Pianisten und Komponisten Stephen Heller. Durch seine Vermittlung gelang ihr die Aufnahme in die Königliche Hof- und Kirchenkapelle Münchens. Darüber hinaus machte er sie mit den Werken Robert Schumanns bekannt. Dieser wiederum lernte hierdurch Langs Lieder kennen und schätzen und veröffentlichte und rezensierte einige in seiner Neue Zeitschrift für Musik. Auch mit Clara Schumann verband sie eine dauerhafte kollegiale Freundschaft. Sie sorgte mit dafür, dass Langs Werke nicht nur in der NZfM immer wieder rezensiert bzw. angekündigt wurden, sondern vereinzelt auch in der Allgemeinen Musikalischen Zeitung oder in der Allgemeinen Deutschen Musikzeitung. Im Jahre 1840 wurde sie schließlich zur Hofkapellsängerin ernannt.
Durch den Tod ihres Vaters ein Jahr zuvor wuchsen ihre enormen Arbeitsbelastungen. 1840 machte sie, auf Empfehlung der Kaiserswitwe Karoline Auguste von Bayern, eine Kur in Wildbad Kreuth, wo sie den ebenfalls hier kurenden Tübinger Rechtswissenschaftler und Dichterjuristen Christian Reinhold Köstlin kennenlernte, den sie zwei Jahre später heiratete. Mittlerweile in Tübingen wohnend, hatte sie sich um Haushalt, Repräsentationspflichten sowie um kranke Familienangehörige zu kümmern, sodass sie künstlerisch kürzertreten musste. In diesen Jahren gebar sie sechs Kinder, von denen ihr Sohn Theobald von Geburt an gelähmt war. 1850 erkrankte ihr Mann an einem Lungenleiden, dem er schließlich 1856 erlag. Nach seinem Tode war Josephine Köstlin, selbst gesundheitlich geschwächt, zunächst ganz auf sich allein gestellt und musste ihre Familie wieder mit Klavier- und Gesangsunterricht und neuen Kompositionen ernähren.
Zu ihren bekanntesten Schülern jener Zeit zählen Prinz Wilhelm, der spätere König Wilhelm II. von Württemberg und dessen Vetter Herzog Eugen von Württemberg (1846–1877). Da sie sich in den vorangegangenen Jahren aus Zeitgründen künstlerisch nicht weiterentwickeln konnte, hatten ihre neuen Veröffentlichungen zunächst keinen größeren Erfolg. Durch die Hilfe ihres langjährigen Freundes Ferdinand Hiller sowie durch Clara Schumann gelang es ihr aber, wieder Verleger für ihre Werke zu finden. Zwischenzeitlich musste sie immer wieder Rückschläge erleiden, beispielsweise als ihr Sohn Felix, anfangs selber hoffnungsvoller Künstler, mit circa 20 Jahren geisteskrank wurde und im Jahre 1862 in die Heil- und Pflegeanstalt Winnenden eingeliefert werden musste, wo er bei einem Brand im Jahre 1868 ums Leben kam. Nachdem ihr gelähmter Sohn Theobald im Jahre 1873 und ebenso ihr dritter Sohn Eugen 1880 an den verschleppten Folgen des Typhus verstarb, versiegte ihr Lebenswille. Josephine Köstlin geb. Lang starb nur wenige Monate später am 2. Dezember 1880 und wurde auf dem Stadtfriedhof Tübingen begraben.

## Künstlerisches Wirken
Josephine Lang war in ihrem Metier eine vielseitige und begabte Künstlerin und bevorzugte dabei sowohl eine schlichte und sparsame fast choralartige Technik als auch virtuose Klavierparts, welchen sie oftmals als Dialog zur Singstimme einsetzte. Sie lag dabei stilistisch zwischen Mendelssohn und Schumann. Als Textvorlagen griff sie in ihren Anfangsjahren bevorzugt auf aktuelle Dichtungen von Johann Wolfgang von Goethe, Heinrich Heine, Friedrich Rückert, Justinus Kerner, Nikolaus Lenau oder August von Platen-Hallermünde und vielen anderen zurück, aber auch auf in damaliger Zeit noch relativ unbekannte Dichter wie beispielsweise Wilhelm von Marsano, Christoph August Tiedge und Albert Zeller. Ebenso vertonte Lang auch Werke einer ganzen Reihe von Dichterinnen wie Luise Brachmann, Helmina von Chézy und anderen sowie nach ihrer Heirat eine stattliche Anzahl an Dichtungen ihres Mannes, die dieser unter dem Pseudonym „C. Reinhold“ veröffentlicht hatte. Viele ihrer komponierten Stücke wurden dabei von Mendelssohn, Friedrich Silcher und anderen für Männerchöre transkribiert und beispielsweise auf der „Tübinger Liedertafel“ aufgeführt. Ihre 124 Liedwerke sowie einige Klavierkompositionen wurden zunächst von Josephine Lang selbst mit Opus-Zahlen katalogisiert, aber dabei hatte sie sich aufgrund oben beschriebener familiärer Umstände mehrfach verzettelt. Erst ihr einziger sie überlebender Sohn Heinrich Adolf Köstlin überarbeitete dieses Werkverzeichnis, das aber an einigen Stellen Ungenauigkeiten bei einigen Datierungen aufweist. Ebenso hat dieser Sohn kurz nach ihrem Tod eine umfangreiche Biographie bei Breitkopf & Härtel herausgegeben.
Bemerkenswert an der Auswahl ihrer Texte ist ein gewisses selbst auferlegtes biographisches Tagebuch, wie sie es selbst auch in verschiedenen Briefen formulierte. Anhand der ausgewählten Texte sind ihre jeweiligen Gemütsstimmungen, ihre Gesundheit, aber auch ihre familiären Schicksalsschläge nachzuvollziehen. Das Komponieren sollte daher für Josephine Lang als persönliche Selbstaussprache eine therapeutische Funktion übernehmen. Dies wurde zu ihrem Markenzeichen; sie nahm den Zuhörer in ihre bewegte Gefühlswelt mit. Nachdem ihre Kompositionen aus den glücklichen Jahren bis etwa 1848 durchweg positive Rezensionen erhalten hatten, überwogen allerdings die negativen Kritiken für ihre zwischen 1858 und 1862 entstandenen Werke. Spätere Veröffentlichungen erhielten überhaupt keine kritische Beachtung mehr.

## Moderne Liedveröffentlichungen
- Josephine Lang: Lieder nach Texten von Reinhold Köstlin. In: Denkmäler der Musik in Baden-Württemberg, Bd. 20, hrsg. von Harald Krebs, München 2008.
- Josephine Lang: Ausgewählte Lieder, hrsg. von Barbara Gabler, Kassel: Furore-Verlag 2010.

## Fanny Hensel über Josephine Lang
Die Komponistin Fanny Hensel, die selbst eine sehr begabte Liederkomponistin war, beschreibt im Juli 1841 in einem Brief an ihren Bruder, den Komponisten Felix Mendelssohn Bartholdy, ihren Eindruck über erhaltene Lieder von Josephine Lang: 

„[…] spiele ich es durch, finde […] die Lieder der Lang, die mir so gut gefallen, daß ich sie spiele u. wieder spiele, u. mich nicht davon trennen kann, u. sie endlich bei Seite lege, um sie zu behalten, den ganzen Tag habe ich besonders das eine Altlied gesungen u. allen Leuten davon erzählt […]. Die Sachen sind so recht musikalisch in tiefster Seele, die Modulationen oft so sinnreich u. eigen, daß ich große Freude daran habe. Wenn ich sie in München kennengelernt hätte wie du, würde ich ihr gewiss schreiben, um ihr das auszusprechen.“ 

## Familie

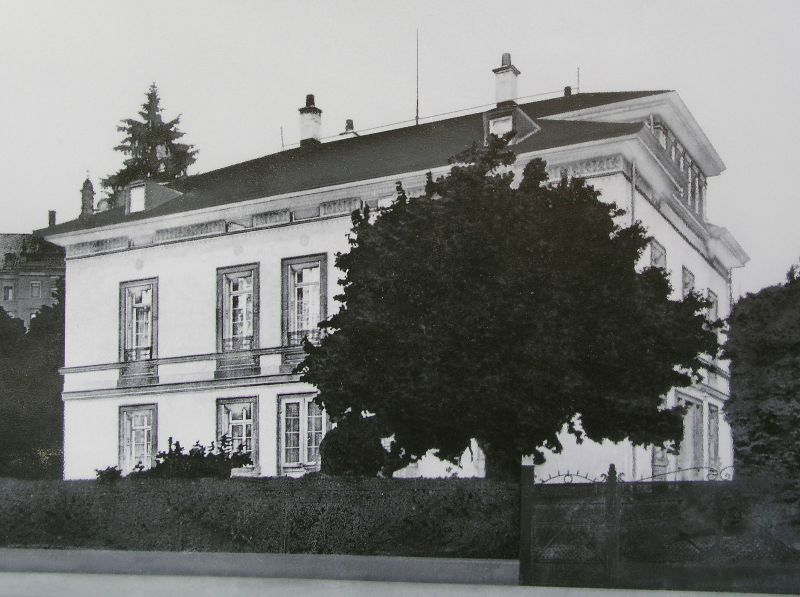
Villa Köstlin, Wohnsitz der Familie und kulturelles Zentrum zahlreicher Künstler

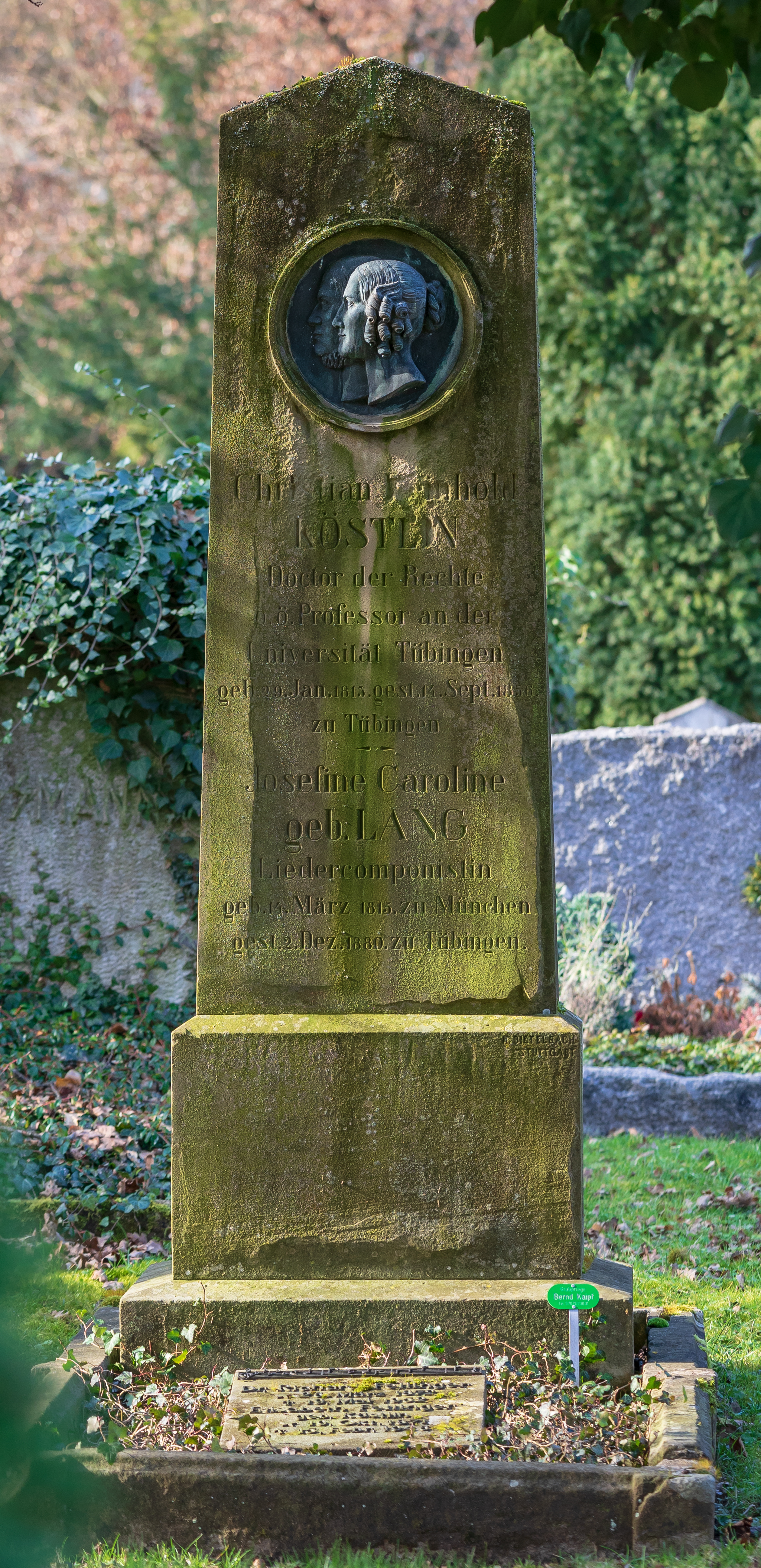
Grab des Ehepaars Köstlin auf dem Stadtfriedhof Tübingen. Unterer Eintrag: Josefine Caroline / geb. LANG / Liedercomponistin.

Josephine Caroline Lang war seit dem 29. März 1842 verheiratet mit Christian Reinhold Köstlin, Sohn des Theologieprofessors und Oberkonsistorialrates Nathanael Friedrich von Köstlin und der Heinrike Schnurrer (1789–1819). Mit ihm hatte sie sechs Kinder, darunter den Theologieprofessor und Kirchenmusiker Heinrich Adolf Köstlin, den ebenfalls künstlerisch tätigen jedoch früh verstorbenen Sohn Felix Reinhold Köstlin, (1842–1868) sowie die Tochter Maria Regina (1849–1925), die den Industriellen und Leiter eines Siemenswerkes Richard Albert Fellinger (1848–1903) heiratete. Die Familie hatte ihren Wohnsitz in der 1842 erbauten Villa Köstlin in der Rümelinstraße in Tübingen, die heute zusammen mit dem Köstlinschen Garten im Biedermeierstil unter Denkmalschutz steht. Seit 2016 erinnert eine Gedenktafel an dem Gebäude an den einstigen Wohnsitz des Paares. Heute beherbergt das Gebäude das College of fellows der Universität Tübingen.

## Josephine-Lang-Wettbewerb
Die Universitätsstadt Tübingen veranstaltete im Herbst 2023 ein zehntägiges Musikfest zum Thema "Komponistinnen", bei dem Josephine Lang zusammen mit drei ihrer Zeitgenossinnen den Schwerpunkt bildete. In diesem Zusammenhang fand auch der erste Josephine-Lang-Wettbewerb für Lied-Duo (Gesang und Klavier) statt, der mit 30.000 Euro dotiert war und Bewerberinnen und Bewerber aus über 30 Nationen zur Teilnahme bewog. Der Wettbewerb soll im März 2026 zum zweiten Mal durchgeführt werden.

## Briefe
- Briefwechsel Clara Schumanns mit Maria und Richard Fellinger, Anna Franz geb. Wittgenstein, Max Kalbeck und anderen Korrespondenten in Österreich, hrsg. von Klaus Martin Kopitz, Anselm Eber und Thomas Synofzik (= Schumann-Briefedition, Serie II, Band 4), Köln 2020, S. 159–335